# Partit del Poble d'Aruba
El Partit del Poble d'ArubaNota 1 (AVP) (en neerlandès: Arubaanse Volkspartij, i en papiament: Partido di Pueblo Arubano) és un partit polític demòcrata cristià d'Aruba.
A les eleccions d'Aruba del 28 de setembre de 2001, el partit obtingué el 26,7% dels vots i 6 dels 21 escons del parlament. A les eleccions del 23 de setembre de 2005, augmentà el suport fins al 32% dels sufragis i aconseguí 8 dels 21 escons. El partit del govern, tot i perdre vots, seguí en el poder, deixant l'AVP a l'oposició.
A les eleccions de 2009 obtingué el 48% dels vots i 12 dels 21 escons del parlament, convertint-lo d'aquesta forma en el partit de govern de l'illa.